# Divisione Nazionale A 1941

La formazione della Rari Nantes Napoli per la seconda volta campione d'Italia

La Divisione Nazionale A 1941 è stata la 25ª edizione della massima serie del campionato italiano maschile di pallanuoto.

## Girone unico
Prima giornata
- 21 giugno:
  - Lazio-Cavagnaro 2-1.
  - Napoli-Camogli 4-1.
- 22 giugno:
  - Lazio-Camogli 6-1.
  - Florentia-Fiumana 7-3.
  - Napoli-Cavagnaro 5-0.

Seconda giornata
- 28 giugno:
  - Cavagnaro-Florentia 2-4.
  - Camogli-Fiumana 4-2.
- 29 giugno:
  - Camogli-Florentia 1-2.
  - Cavagnaro-Fiumana 3-0.
  - Lazio-RN Napoli 3-6.

Terza giornata
- 5 luglio:
  - Fiumana-Lazio 0-1.
- 6 luglio:
  - Camogli-Cavagnaro 3-3.
  - Florentia-Lazio 5-0.
  - Fiumana-RN Napoli 0-5.

Quarta giornata
- 12 luglio:
  - Cavagnaro-Lazio 1-0.
  - Camogli-RN Napoli 0-2.
- 13 luglio:
  - Fiumana-Florentia 1-2.
  - Camogli-Lazio 5-1.
  - Cavagnaro-RN Napoli 0-2 (a tavolino).

Quinta giornata
- 19 luglio:
  - Florentia-Cavagnaro 2-2 (ann.).
  - Fiumana-Camogli 1-1.
- 20 luglio:
  - Fiumana-Cavagnaro 1-1.
  - RN Napoli-Lazio 6-1.
  - Florentia-Camogli 5-2.

Sesta giornata
- 26 luglio:
  - Lazio-Fiumana 2-1.
  - Napoli-Florentia 12-0.
- 27 luglio:
  - Lazio-Florentia 1-6.
  - Cavagnaro-Camogli 1-0.

Recuperi
- Risultano da recuperare: Napoli-Fiumana, Florentia-Napoli.
- 16 luglio: Florentia-Napoli 3-3.
- 28 luglio: Napoli-Fiumana 12-0.
- Florentia-Cavagnaro venne ripetuto il 3 agosto a Bologna: Cavagnaro-Florentia 4-2.

|  |    | Classifica finale 1941 | Pt | G  | V | N | P | GF | GS | QR    |
|  | -- | ---------------------- | -- | -- | - | - | - | -- | -- | ----- |
|  | 1. | Napoli                 | 19 | 10 | 9 | 1 | 0 | 57 | 8  | 7.125 |
|  | 2. | Florentia              | 15 | 10 | 7 | 1 | 2 | 36 | 29 | 1.241 |
|  | 3. | Cavagnaro              | 9  | 10 | 4 | 1 | 5 | 16 | 19 | 0.842 |
|  | 4. | Lazio                  | 8  | 10 | 4 | 0 | 6 | 17 | 32 | 0.531 |
|  | 5. | Camogli                | 6  | 10 | 2 | 2 | 6 | 18 | 27 | 0.667 |
|  | 6. | Fiumana                | 2  | 10 | 0 | 2 | 8 | 9  | 38 | 0.237 |

Verdetto
- GUF RN Napoli campione d'Italia.
- Fiumana retrocessa in Divisione Nazionale B 1942.